# Petter Thoresen
Petter Thoresen (* 25. července 1961 v Oslo) je bývalý norský hokejový útočník. Kariéru odehrál v norské hokejové lize a byl dlouhodoletým reprezentantem své země. Je otcem hokejistů Steffena Thoresena a Patricka Thoresena.

## Klubová kariéra
Celou svou aktivní kariéru odehrál v Norsku za týmy SK Forward, Hasle-Løren IL, Manglerud Star Ishockey, Vålerenga Oslo, od sezóny 1992/93 za Storhamar Dragons. Ve Storhamaru a Oslo později působil také jako trenér.

## Reprezentační kariéra
V dresu norského národního týmu odehrál 96 utkání, čím se řadí na páté místo norských historických tabulek. Reprezentoval na pěti olympijských hrách (v letech 1980 až 1994). Tohoto počtu účastí na olympiádě dosáhl jako druhý hokejista historie (po Udo Kiesslingovi)